# Nur Mohammad Taraki
Nur Mohammad Taraki (Gásni, 15 de julho de 1917 – Cabul, 14 de setembro de 1979) foi um escritor, jornalista, revolucionário e político afegão. Depois que o seu  partido, o PDPA, derrubou monarquia do Afeganistão, na Revolução de Saur, assumiu a presidência do Afeganistão, em 1978, até ser assassinado por Hafizullah Amin, seu rival no PDPA em 1979.

## Vida política
Taraki nasceu em Gásni e foi educado na Universidade de Cabul. Ele começou sua carreira política como jornalista e mais tarde juntou-se ao Partido Democrático do Povo do Afeganistão (PDPA), onde atuou como secretário-geral desde 1965 até sua morte em 1979. Taraki também serviu-se como presidente do Conselho Revolucionário de abril de 1978 a setembro de 1979.
A presidência da Taraki, embora curta, foi marcada por polêmicas desde o início até o fim, com Taraki começando suas reformas econômicas, em meados de 1978. Sob Taraki levantes maciços contra o governo espalharam-se por todo o país e grande parte do exército afegão desertou e trocou alianças.
Em abril de 1978, a Revolução de Saur derrubou o presidente Mohammed Daoud Khan que foi assassinado. O poder não civil do PDPA dividido em duas correntes, a Khalq ("Partido do Povo") e o Parcham ("Bandeira"). Nur Mohammed Taraki (do Khalq) se tornou o primeiro presidente da República Democrática do Afeganistão e Hafizullah Amin Primeiro-ministro.
O governo Taraki lançou uma reforma agrária em 1 de janeiro de 1979, com o objetivo de limitar a quantidade de terra que uma família poderia possuir. Algumas das terras dos grandes latifundiários foram distribuídas aos camponeses pobres. 
Nos meses que se seguiram ao golpe, Taraki e outros líderes partidários iniciaram outras políticas que desafiaram os valores tradicionais afegãos e entrincheiraram as estruturas tradicionais de poder nas áreas rurais. Taraki introduziu a mulher na política e legislou para acabar com os casamentos forçados. Entretanto, ele governou uma nação com uma profunda cultura religiosa conservadora e uma longa história de resistência a qualquer tipo de controle governamental forte e centralizado e, como resultado, muitas dessas reformas não foram efetivamente implementadas em todo o país. O ressentimento popular com as mudanças drásticas da política de Taraki desencadeou uma onda de agitação em todo o país, reduzindo o controle do governo a uma área limitada. A força desta reação anti-reforma acabou levando à guerra civil afegã.
As práticas tradicionais consideradas feudais — tais como usura, dote e casamento forçado — foram proibidas e a idade mínima para o casamento foi aumentada. O governo concentrou-se na educação de mulheres e homens e lançou uma ambiciosa campanha de alfabetização.
Durante os 18 meses de sua presidência os soviéticos pressionaram Taraki contra Amin, considerado demasiado radical. Então, em 14 de setembro de 1979, Hafizullah Amin toma o poder e mata Nur Mohammad Taraki, o que foi contra os planos soviéticos. Moscou decide invadir o Afeganistão em 24 de dezembro de 1979 e colocar o poder nas mãos de Babrak Karmal, mais moderado.